# Eddy Grootes
Elidius Klaas (Eddy) Grootes (Anna Paulowna, 22 maart 1936 – Heemstede, 5 februari 2020) was hoogleraar in de historische letterkunde van het Nederlands aan de Universiteit van Amsterdam.

## Biografie
Grootes deed zijn doctoraalexamen Nederlandse taal- en letterkunde op 13 juni 1963 aan de Universiteit van Amsterdam. Hij promoveerde daar op 18 september 1973 cum laude op Dramatische struktuur in tweevoud. Een vergelijkend onderzoek van Pietro Aretino's Hipocrito en P.C. Hoofts Schijnheiligh, met als promotor prof. dr. Garmt Stuiveling. In 1973 werkte hij mee aan: Weerwerk: opstellen aangeboden aan professor dr. Garmt Stuiveling ter gelegenheid van zijn afscheid als hoogleraar aan de Universiteit van Amsterdam met een bijdrage over Vondel. Per 1 maart 1976 werd hij aan zijn alma mater benoemd tot gewoon hoogleraar historische letterkunde van het Nederlands; zijn oratie Literatuurhistorie en Cats' visie op de jeugd hield hij op 9 juni 1980. In 1981 werkte hij mee aan een herdenkingsbundel bij de 400e geboortedag van Hooft, in 1985 aan een bundel over Gerbrand Adriaensz. Bredero, ook bij zijn 400e geboortedag. Ter gelegenheid van zijn 60e verjaardag verscheen een bundel van zijn opstellen: Visie in veelvoud. Gedurende zijn professoraat editeerde hij verscheidene 17e-eeuwse literaire teksten. Per 1 september 1997 ging hij met vervroegd emeritaat; zijn afscheidscollege Terug naar Bredero hield hij op 12 september van dat jaar en er werd hem bij zijn afscheid een bundel aangeboden: Mooi meegenomen?.
Prof. dr. E.K. Grootes publiceerde, voor zover bekend, voor 't laatst in 2012, over Vondel. Hij overleed in 2020 op 83-jarige leeftijd.

### Eigen werk
- Dramatische struktuur in tweevoud. Een vergelijkend onderzoek van Pietro Aretino's Hipocrito en P.C. Hoofts Schijnheiligh. Culemborg, 1973 (proefschrift).
- [co-auteur] Visies op Vondel na 300 jaar. Een bundel artikelen. Den Haag, 1979.
- Literatuurhistorie en Cats' visie op de jeugd. Groningen, 1980 (inaugurele rede).
- Het literaire leven in de zeventiende eeuw. Leiden, 1984 en 1988².
- [co-auteur] Objectieve persoonsbibliografie van G.A. Bredero (1618-1969). Leiden, 1986.
- [co-auteur] Veelzijdigheid als levensvorm. Facetten van Constantijn Huygens' leven en werk. Een bundel studies ter gelegenheid van zijn driehonderdste sterfdag. Deventer, 1987.
- 'De hurzel in 't hooft des graauws'. Oproerverbeelding bij P.C. Hooft. Amsterdam, 1995 (vierde P.C. Hooftlezing).
- Visie in veelvoud. Opstellen van prof.dr. E.K. Grootes over zeventiende-eeuwse letterkunde. Amsterdam, 1996.
- Terug naar Bredero. Amsterdam, 1997 (afscheidscollege).
- De bestudering van populaire literatuur uit de zeventiende eeuw. Leiden, 2001.
- Het jeugdig publiek van de 'nieuwe liedboeken' in het eerste kwart van de zeventiende eeuw. Leiden, 2001.
- De ontwikkeling van de literaire organisatievormen tijdens de zeventiende eeuw in Noordnederland. Leiden, 2001.

### Edities
- P.C. Hooft, Emblemata amatoria. Amsterdam, 1970.
- Dirck Pietersz. Pers, Suyp-stad, of Dronckaerts leven. Culemborg, 1978.
- G.A. Bredero's Schyn-heyligh. 's-Gravenhage, 1979.
- Wonderlicke avontuer van twee goelieven. Een verhaal uit 1624. Muiderberg, 1984.
- Bredero, Liederen van Bredero. Amsterdam, 1985.
- Heydensche Afgoden, Beelden, Tempels en Offerhanden; met De vremde Ceremonien naer elcks Landts vvijse. Deventer, 1987.
- Hieronymus Sweerts, De tien vermakelijkheden van het huwelijk. Amsterdam, 1988.
- G. A. Bredero's Moortje en Spaanschen Brabander. Amsterdam, 1999.
- Hoe te leven, hoe te overleven? Huygens' "Dagh-werck" en Hoofts "Dankbaar genoegen". Amsterdam, 2008.

### Redactie
- Geschiedenis, godsdienst, letterkunde. Opstellen aangeboden aan dr. S.B.J. Zilverberg ter gelegenheid van zijn afscheid van de Universiteit van Amsterdam. Roden, 1989.
- Haarlems Helicon. Literatuur en toneel te Haarlem vóór 1800. Hilversum, 1993.
- Vreugde en verdriet in kleine kring. Het gezinsleven in poëzie en proza, 1600-1750. Amsterdam, 2006.